# The Last Act
Pour plus de détails, voir Fiche technique et Distribution.
The Last Act est un film américain réalisé par Walter Edwards, sorti en 1916.

## Synopsis
Une artiste de théâtre voit se confondre sa vie privée et sa carrière professionnelle...

## Fiche technique
- Titre : The Last Act
- Réalisation : Walter Edwards
- Scénario : C. Gardner Sullivan et Thomas H. Ince
- Producteur : Thomas H. Ince
- Sociétés de production : Kay-Bee Pictures, New York Motion Picture
- Sociétés de distribution : Triangle Distributing
- Pays de production : États-Unis
- Format : Noir et blanc - Film muet
- Genre : Film dramatique
- Date de sortie : 1916

## Distribution
- Bessie Barriscale : Ethel Duprey
- Clara Williams : Mme. Cora Hale
- Miss Allen : Suzette
- Harry Keenan (en) : Ernest Hale
- Robert McKim : Lewis Bressler
- John Gilbert (non crédité)